# Mikołaj Sapieha Pobożny
Mikołaj Sapieha Pius (Pobożny) herbu Lis (ur. 1581, zm. 14 marca 1644 w Lublinie) – wojewoda brzeskolitewski i miński od 1638, marszałek Trybunału Głównego Wielkiego Księstwa Litewskiego w 1634.

## Życiorys
Był synem Mikołaja Pawłowicza i bratem Krzysztofa. W młodości odbył podróż edukacyjną wraz z bratem Krzysztofem po zachodniej Europie, studiując m.in. w Wiedniu, Trewirze i Moguncji (1608), Paryżu w latach (1609–1610), Madrycie (1611). Przebywali także w Rzymie (1612) i na Malcie (1613). W październiku 1613 powrócili do Kodnia.
Po powrocie do kraju usiłował podjąć karierę polityczną, która mimo poparcia Lwa Sapiehy nie rozwinęła się. W 1621 posłował do sejmu, w 1622 wybrano go na deputata do Trybunału Litewskiego.
W latach 1625–1627 przebywał ponownie za granicą, głównie we Włoszech.
Brał udział w pogrzebie Zygmunta III Wazy, jako chorąży wielki litewski niosąc chorągiew Wielkiego Księstwa Litewskiego. Jako marszałek Trybunału Litewskiego witał Władysława IV Waze i królewicza powracających spod Smoleńska.
Poseł na sejm koronacyjny 1633 roku, sejm zwyczajny 1635 roku, sejm nadzwyczajny 1635 roku, sejm zwyczajny 1637 roku, sejm 1638 roku. W lipcu 1638 został mianowany wojewodą mińskim, a w listopadzie tegoż roku wojewodą brzeskim. Jako wyraz poparcia przez króla dla osłabionego rodu Sapiehów i przeciwstawienia ich Radziwiłłom można odebrać mianowanie Mikołaja w 1642 kasztelanem wileńskim.
Ufundował w Kodniu kościół św. Anny, którego poświęcenie odbyło się 8 stycznia 1636 roku.
Był ojcem Kazimierza Melchiadesa i Jana Ferdynanda, zmarłych bezpotomnie.

## Pielgrzymka i ekskomunika
Na temat Mikołaja zachowała się następująca legenda, nieznajdująca jednak poparcia w źródłach historycznych:
Około pięćdziesiątego roku życia Mikołaj zapadł na chorobę (prawdopodobnie tropikalnego pochodzenia), która prawie całkowicie pozbawiła go sił i energii. Ponieważ w ówczesnej opinii wywołane tą chorobą tchórzostwo stanowiło najcięższą hańbę, odbył pielgrzymkę do Rzymu w nadziei na uzdrowienie. Uzdrowienie rzeczywiście nastąpiło, po długotrwałych modlitwach przed obrazem Matki Boskiej Gregoriańskiej, nazwanego później Matką Bożą Kodeńską. Dogłębnie poruszony tym uzdrowieniem postanowił za wszelką cenę zdobyć ten obraz dla Polski. Nie było to jednak możliwe w drodze legalnej (proszeni o poparcie kardynałowie nie ośmielali się nawet wspomnieć papieżowi Urbanowi VIII zwanemu „Szalonym Matteo” o prośbie pozbawienia Rzymu tego słynącego wieloma cudami obrazu), toteż w 1630 r. Mikołaj Sapieha Pobożny wykradł ten obraz i uciekł z nim do Polski. Brawurowa ucieczka była niezwykle trudna, bo kradzież szybko wykryto i cała Italia została zmobilizowana dla schwytania śmiałka i odzyskania cennego obrazu. Sapieha jednak omijał miasta i drogi, prowadząc swoją zbrojną grupę wyłącznie po górskich bezdrożach Italii, a potem koło Zagrzebia, przez Węgry i Lwów do swoich posiadłości i umieścił ten obraz w kościele w Kodniu.
Papież Urban VIII ekskomunikował Mikołaja Sapiehę Pobożnego. Kara ta została zdjęta po tym, kiedy senator Mikołaj Sapieha Pobożny skutecznie przeciwstawił się planom króla Władysława IV na poślubienie protestantki – księżniczki Elżbiety Neiburskiej.
Historię tę po raz pierwszy opublikował syn Kazimierza Władysława, Jan Fryderyk Sapieha.
Za naszych czasów jest rozpowszechniona dzięki książce Zofii Kossak-Szczuckiej Beatum scelus z 1924 (Błogosławiona wina z 1953) oraz opartemu na książce filmowi pod tym samym tytułem z roku 2015.